# Эрнест, Джон
Джон Эрнест (англ. John Ernest; 1922, Филадельфия — 1994, Эксетер) — американский художник, график и скульптор, представитель абстракционистского и конструктивистского течений в искусстве, работавший преимущественно в Великобритании.

## Жизнь и творчество
Джон Эрнест изучал живопись и графику в 1936—1941 годах в Филадельфии и в Нью-Йорке. Затем работал рисовальщиком в США.
В 1946 году он эмигрирует в Англию. В 1951 году в Лондоне Эрнест посещает групповую выставку абстрактной живописи и скульптуры (Abstract Paintings, Sculptures, Mobiles), проводившейся в галерее AIA, и произведшей на молодого художника большое влияние. В том же году он поступает на обучение в лондонский Центральный колледж искусств и дизайна св. Мартина, где знакомится и присоединяется к английским конструктивистам (Виктор Пасмор и др.). В течение 1950-х годов Дж. Эрнест работает совместно с Энтони Хиллом, Кеннетом Мартином и его женой Мэри, Стивеном Гилбертом, Джиллианом Уайсом, и со временем становится видным представителем британского конструктивизма. С 1954 года он начинает использовать в своих работах искусственные промышленные материалы — такие, как сталь и алюминий. С 1956 года Дж. Эрнест преподаёт в Академии искусств Бата (в Коршэме).
Среди произведений, созданных Дж. Эрнестом, преобладают рельефы и скульптурные конструкции. Некоторые его работы представлены в лондонской галерее Тейт. В 1961 году мастер создаёт башню и крупноформатный настенный рельеф для конгресса Международного союза архитекторов в Лондоне. Первая персональная выставка художника состоялась в июле 1964 года, в лондонском Институте современного искусства (Institute of Contemporary Arts (ICA). В 1968 четыре его многоцветных рельефа были участниками международной выставки современного искусства в Касселе documenta 4.
Джон Эрнест известен также как талантливый математик, в основе своих рельефных работ он использовал научные положения теории симметрии и асимметрии, прикладной математики и геометрии. Совместно со своим товарищем и коллегой Э.Хиллом, Дж. Эрнест внёс значительный вклад в развитие геометрической теории графов.

## Галерея
- Работы Джона Эрнеста